# 주프로방스 타이베이 판사처
주프로방스 타이베이 판사처(중국어: 駐普羅旺斯臺北辦事處, 프랑스어: Bureau de Représentation de Taipei en France Bureau Annexe d'Aix-en-Provence)는 중화민국 외교부가 프랑스 남부의 도시 엑상프로방스에 설치한 외교 공관이다. 2020년 12월 14일에 개관하였다. 주프로방스 판사처는 중화민국이 주프랑스 타이베이 대표처를 개설한 후 프랑스에 2번째로 설치한 외교 공관이다. 그리고 주소말릴란드 대표처, 주괌 판사처에 이어 중화민국이 2020년에 개설한 3번째 외교 공관이다.

## 같이 보기
- 중화민국 외교부
- 타이베이 대표부